# Gukovo
Gukovo (ryska Гу́ково) är en gruvstad i Rostov oblast i Ryssland. Folkmängden uppgår till cirka 65 000 invånare.